# Lobelia malowensis
Lobelia malowensis är en klockväxtart som beskrevs av Franz Elfried Wimmer. Lobelia malowensis ingår i släktet lobelior, och familjen klockväxter. Inga underarter finns listade i Catalogue of Life.